# Tmesisternus villaris
Tmesisternus villaris là một loài bọ cánh cứng trong họ Cerambycidae.